# Der Adjutant des Zaren
Der Adjutant des Zaren ist ein deutsches Stummfilmdrama aus dem Jahre 1928 des exilrussischen Regisseurs Wladimir Strijewski. Iwan Mosschuchin und Carmen Boni spielen die Hauptrollen eines adeligen, ungleichen Liebespaars.

## Handlung
Fürst Boris Kurbski, der Adjutant des Zaren, befindet sich auf einer Zugfahrt in Richtung St. Petersburg. In seinem Abteil lernt er die junge adelige Ausländerin Helena di Armore kennen. Als Gentleman der alten Schule leistet er Hilfe, als sie bei einer Ausweiskontrolle an der Grenze ohne Papiere dasteht. Er behauptet, dass die junge Dame seine Gattin sei und befreit sie damit von weiteren lästigen Kontrollen. Der Fürst weiß rein gar nichts von ihr, auch nicht, dass sie als überzeugte Nihilistin in ein Komplott verwickelt ist, dem der Zar höchstpersönlich zum Opfer fallen soll. 
Der Adjutant kann zwar verhindern, dass Helena auftragsgemäß seinen obersten Vorgesetzten erschießt, kann aber dennoch seiner Verhaftung als möglicher Komplize nicht entgehen. Helena di Armore wird von ihren eigenen Leuten verschleppt, schließlich aber von Kurbski befreit. Mit Hilfe des russischen Polizeiministers kann der Fürst, der Helena liebt, sie wieder außer Landes und damit in Sicherheit bringen. Fürst Kurbski, der Adjutant des Zaren, bleibt allein zurück.

## Produktionsnotizen
Der Adjutant des Zaren passierte am 28. Dezember 1928 die Filmzensur, besaß eine Länge von 2767 Metern, verteilt auf acht Akte, und wurde in Deutschland am 11. Februar 1929 im Berliner Universum-Theater am Lehniner Platz erstmals aufgeführt. Die Welturaufführung fand mutmaßlich außerhalb Deutschlands statt.
Otto Erdmann und Hans Sohnle schufen die Filmbauten, Georg Witt übernahm die Produktionsleitung.

## Kritiken
Paimann’s Filmlisten resümierte: „Das anfangs etwas zu breit angelegte Sujet gewinnt später an Tempo und Spannung und bietet Mosjoukin, der Ausgezeichnetes leistet, eine dankbare Rolle. Weniger günstig wirkt die Boni … Die Regie führt das Ensemble geschickt und sorgt für echte Zeichnung des Milieus und eine imponierende Aufmachung.“